# فریاد روزها
فیلم مستند «فریاد روزها؛ محمدرضا حکیمی» به کارگردانی وحید موحدی و تهیه کنندگی و روایت محمدرضا موحدی به معرفیِ شخصیت و افکار محمدرضا حکیمی می‌پردازد.

## دربارهٔ فیلم
در این مستند و در دیداری با محمدرضا شفیعی کدکنی، بخش قابل توجهی از نما و صدای محمدرضا حکیمی برای نخستین‌بار، مجال تماشا پیدا می‌کند. در کنار گفت‌وگو و مصاحبه با برخی صاحب نظران همچون: محمد اسفندیاری، محمدعلی مهدوی راد ،سید محمدعلی ایازی ،سید محمدعلی ابطحی، امیر عباس علیزمانی؛
>
تولید مستند فریاد روزها؛ محمدرضا حکیمی، از سال ۱۳۹۴ و در زمان زندگی محمدرضا حکیمی کلید خورد و در نهایت با وقفه‌ای، پس از فوت ایشان ساخت مستند ادامه یافت.
این مستند از میان ساحت‌های مختلف محمدرضا حکیمی، به وجه فرهنگی و اجتماعی‌اش پرداخته‌است.

## نمایش مستند
در نخستین سالگرد درگذشت محمدرضا حکیمی با عنوان «شب بزرگداشت مرزبان عدالت» همراه با نمایش نخستین فیلم مستند ساخته شده دربارهٔ وی در مشهد برگزار شد.

این مستند در چهارمین دوره جشنواره اشراق نیز به نمایش درآمد و کاندید بهترین فیلم مستند جشنواره شد.
مستند فریاد روزها به دومین دوره جشنواره ملی میراث فرهنگی راه یافت و به صورت محدود و آنلاین در سایت هاشور اکران شد . 

دومين سالگرد درگذشت استادمحمدرضا حکیمی در ميبد با نمايش و تحلیل مستند «فرياد روزها» برگزار گرديد.

## راوی مستند
محمدرضا موحدی در قسمتی از فیلم به خاطره روزی که محمدرضا شفیعی کدکنی و محمدرضا حکیمی دیدار کردند، می‌پردازد:
«آن شب رفتم منزل استاد حکیمی و طبق قرار، به سعادت‌آبادِ دکتر شفیعی بردمش. بسیار مشتاقانه منتظرِ دیدار دوست قدیمی و صمیمی خود بود و از او مشتاق‌تر و شیداتر، دکتر شفیعی!
از حجره‌های مدرسه نواب مشهد تا مؤسسه فرانکلین و فصل مشترک‌هایشان با ابتهاج و شجریان و… سخن‌ها رفت.
»

## برابری یک مستند با صد کتاب
محمد اسفندیاری (پژوهشگر و کتابشناس) نویسندۀ اندیشه نامۀ محمدرضا حکیمی، با اشاره به فیلم مستند فریاد روزها در مقایسه با تمامی کتب منتشرشده دربارۀ ایشان، می‌گوید: درباره استاد حکیمی تا آنجایی که می‌دانم سه کتاب نوشته شده که یکی از آنها برای بنده است (کتاب راه خورشیدی) در کل، سه کتاب دربارۀ ایشان منتشر شده و می خواهم بگویم: اگر نود و هفت کتاب دیگر درباره ایشان منتشر شود، می‌شود صد کتاب؛ آن صد کتاب برابراست با این فیلم.